# Sałaka
Sałaka, śledź bałtycki (Clupea harengus membras) – bałtycki podgatunek śledzia atlantyckiego. Poławiany gospodarczo. 

## Zasięg występowania
Wschodnia część Morza Bałtyckiego.

## Charakterystyka
Śledź bałtycki jest skarlałą formą śledzia oceanicznego (atlantyckiego), jest od niego mniej tłusty i wcześniej dojrzewa płciowo – w drugim lub trzecim roku życia. Dorasta do około 24 cm długości. Tarło odbywa nad żwirowatym lub kamienistym podłożem, zwykle na głębokości 7–10 m. Samica składa do 100 000 ziaren ikry. Ikra śledzia jest lepka, dzięki czemu przykleja się do podłoża – do roślin, kamieni, piasku. Po ok. 10-20 dniach z ikry wykluwają się 5-9 mm larwy. Ich tempo wzrostu uzależnione jest od temperatury wody i ilości pokarmu, którym są organizmy zooplanktonowe. W wodach ciepłych i bogatych w pokarm (np. Zalew Wiślany) tempo wzrostu larw śledzia może osiągać wartości ponad 0,5 mm/d. W ciągu dwóch miesięcy od wylęgu, młode śledzie osiągają długość ok. 3 cm.

## Znaczenie gospodarcze
W latach 70. i 80. XX wieku połowy śledzia w Bałtyku przekraczały 400 000 ton rocznie.
W wyniku silnego zanieczyszczenia Bałtyku w mięsie ryb bałtyckich stwierdzono zwiększone ilości dioksyn i dioksynopodobnych polichlorowanych bifenyli (dl-PCB). Zawartość tych związków w mięsie śledzi bałtyckich nie przekracza jednak dopuszczalnych norm. Ilość szkodliwych substancji w Morzu Bałtyckim nie obniża się w żaden istotny sposób wraz z upływem czasu, co jest rezultatem bardzo powolnej wymiany wody.